# Skythrenchelys
Skythrenchelys – rodzaj ryb promieniopłetwych z podrodziny Myrophinae w obrębie rodziny żmijakowatych (Ophichthidae).

## Rozmieszczenie geograficzne
Do rodzaju należą gatunki występujące w wodach Oceanu Indyjskiego (w tym Morze Czerwone) i zachodniego Oceanu Spokojnego.

## Morfologia
Długość ciała do 29,6 cm; brak danych dotyczących masy ciała.

## Systematyka
Rodzaj zdefiniowała w 1999 roku para ichtiologów, Nowozelandczyk Peter Henry John Castle i Amerykanin John E. McCosker, w artykule poświęconym nowemu rodzajowi i dwóm nowym gatunkom żmijakowatych z podrodziny Myrophine, z komentarzami dotyczącymi rodzajów Muraenichthys i Scolecenchelys, opublikowanym w czasopiśmie Records of the Australian Museum. Gatunkiem typowym jest (oryginalne oznaczenie) S. zabra.

### Etymologia
Skythrenchelys: gr. σκυθρος skuthros ‘wściekły’, od σκυθρωμαζω skuthrōmazō ‘wyglądać na wściekłego’; εγχελυς enkhelus ‘węgorz’.

### Podział systematyczny
Do rodzaju należą następujące gatunki:
- Skythrenchelys macrostomus (Bleeker, 1864)
- Skythrenchelys zabra Castle & McCosker, 1999